# Бахмутка (притока Когильника)
Бахмутка — річка в Україні, в межах Болградського району Одеської області. Права притока Когильника (басейн Чорного моря).

## Опис
Довжина річки 14 км. Долина вузька і глибока, з крутими правими схилами, порізаними ярами і балками. Річище слабозвивисте, влітку пересихає. Споруджено 2 ставки.

## Розташування
Бахмутка бере початок на північний захід від селища Бессарабське. Тече переважно на південний схід, у пригирловій частині — на схід. Впадає до Когильника на північ від села Красного.
Річка протікає через селище Бессарабське.